# Namps-au-Mont
Namps-au-Mont est une ancienne commune française de la Somme qui fusionna administrativement avec 3 autres : Namps-au-Val, Taisnil et Rumaisnil pour constituer Namps-Maisnil le 28 décembre 1972.
Les 4 anciennes communes désormais réunies en une seule sont proches les unes des autres, mais ne présentent aucune continuité de leur habitat.

## Toponymie
Namps-au-Mont est attesté sous les formes Nantum (1170) ; Nanz (1150) ; Nans (1150) ; Nansin monte (1235) ; Nemus montis (1259) ; Nans-Vinont (1337) ; Namps (1425) ; Namps-au-Mont (1648) ; Nausaumont (1638) ; Nampsaumont (1757).

Le toponyme Namps est d’origine celtique, du gaulois nantos qui signifie « vallée ».

## Histoire
Le 28 décembre 1972, la commune de Namps-au-Mont est rattachée sous le régime de la fusion-association à celle de Namps-au-Val qui devient Namps-Maisnil. 

## Politique et administration
| Période                                  | Période        | Identité           | Étiquette | Qualité |
| ---------------------------------------- | -------------- | ------------------ | --------- | ------- |
| 1832                                     |                | Firmin Retourné    |           |         |
| < 7 mars 1857                            | > 25 mars 1871 | Germain Pennellier |           |         |
| < 1 juin 1871                            | > 1890         | Firmin Retourné    |           |         |
| en 1959                                  |                | Jean Duneufgermain | UNR       |         |
|                                          |                | Didier BOUTHORS    |           |         |
| Les données manquantes sont à compléter. |                |                    |           |         |

## Démographie
| 1911 | 1921 | 1926 | 1931 | 1936 | 1946 | 1954 | 1962 | 1968 |
| ---- | ---- | ---- | ---- | ---- | ---- | ---- | ---- | ---- |
| 238  | 212  | 220  | 209  | 219  | 214  | 203  | 200  | 227  |

## Lieux et monuments
- Église Notre-Dame.
- Château en pierre blanche, construit vers 1760[5],[6].
- Monument aux morts[7].

### Sources
Archives départementales de la Somme :
- B 43 : Lettres de terrier accordées à Mesnelée-Hyacinthe Debonnaire, pour la seigneurie de Namps-au-Mont.
- B 88 : Contrat de mariage de François-Annibal de Bournel, baron de Namps, et Antoinette Le Roy, veuve de Joseph Descamps, écuyer.
- B 159 : Donation faite par Marie-Madeleine-Marguerite-Joséphine Gorguette à Marie Marguerite-Joséphine Gorguette, sa nièce, épouse de René de Laage de Bretollière, de terres sises à Beauquesne, à Namps-au-Mont, etc. (1776).
- B 230 : Coutume locale de Namps.
- B 274 : Assignation donnée à Pierre-Victor-Hyacinthe Debonnaire, chevalier, seigneur de Namps-au-Mont (1789).
- B 853 : Procès-verbaux d'adjudications faites par le bailli du temporel du Chapitre à la requête du tuteur des enfants mineurs de Firmin Scellier et de Marguerite Pennelier, du bail d'une maison et de cinq quartiers de terre, sis à Namps-au-Mont, au lieu-dit Les trois Cornets, moyennant 6 livres pour la maison, et 6 livres pour la pièce de terre, par an.
- B 1151 : sentence ordonnant à Gabriel de Bonnel, chevalier, seigneur de Namps, de bailler dans le délai de 2 mois, son dénombrement de la terre de Namps, qu'il n'avait pu fournir, à cause de sa présence aux armées du roi et de la guerre de Picardie, 15 mars 1588.
- C 1200 : Eclaircissement sur les bois demandés par le gouvernement. Paroisse de Namps-au-Mont (1783).
- C 1698, fol 102. :  Sentence les asséeurs de Namps-au-Mont, contre Jehan Retourné et autres habitans dudit lieu (16 mars 1563).
- C 1839 : Rôles de répartition des tailles et accessoires (1780-1789).  Des impositions (1790),exempt : le curé. Nombre de feux en 1781 : 89.  Rôle de supplément des privilégiés(1789): M. de Bonnaire, seigneur de Namps-au-Mont, officier au régiment de Flandre ; M. Houset, curé ; Mme veuve de Bonnaire de Namps-au-Mont ; M. Decroix, receveur de la seigneurie de Namps-au-Val, etc.
- C 1969, fol. 182 :  Autorisation aux chapelains de la cathédrale d'Amiens de faire un tourbage, afin de payer les réparations de l'église de Namps-au-Mont (29 octobre 1762).
- C 2135 : Namps-au-Mont (1790).
- C 2139, 2141 : Impositions (1788).

Bibliothèque municipale d'Abbeville :
- Ms 330 :  Registre des plaids de Claude Pennelier, lieutenant de la terre et seigneurie de Namps-au-Mont, 1661-1664, 73 fol.

Bibliothèque municipale d'Amiens :
- Ms 1202, ms 1205, ms 1206 : Documents relatifs à diverses localités du département de la Somme, notamment Namps-au-Mont.
- Ms 1767 : Observations pour le sieur de Bonnaire... seigneur de Namps-au-mont... contre le Seigneur Dumesniel... seigneur de Beaufort..., 1767.